# Пеццолеси, Валентин
Валентин Алехандро Пеццолеси (исп. Valentín Alejandro Pezzolesi; 16 апреля 2007, Санта-Крус-де-Тенерифе) — испанский и аргентинский футболист, правый защитник клуба «Лас-Пальмас».

## Клубная карьера
Пеццолеси начал свою карьеру в «Марино Арона», затем переехал в Буэнос-Айрес, где играл за «Сан-Тельмо». Вернувшись на Канарские острова, он присоединился к «Тенерифе», а в 2022 году перешёл в «Лас-Пальмас».
В 2024 году Пеццолеси был приглашён на предсезонную подготовку с основной командой под руководством тренера Луиса Карриона, но затем был переведён в резервную команду, выступающую в Терсера Федерасьон. 6 сентября 2024 года он дебютировал за «Лас-Пальмас В» в матче против «Эстрелья КФ».
31 октября 2024 года Пеццолеси впервые сыграл за основную команду в матче Кубка Испании против «Онтиньена КФ», где «Лас-Пальмас» одержал победу со счётом 7:0. В возрасте 17 лет и 6 месяцев он стал седьмым самым молодым дебютантом в истории клуба. 22 февраля 2025 года Пеццолеси дебютировал в Ла Лиге, выйдя на замену в матче против «Барселоны», став самым молодым игроком «Лас-Пальмаса», выступившим в высшем дивизионе.